# Walter Sisulu
Walter Ulyate Max Sisulu (Ngcobo, 18 de maio de 1912 – Joanesburgo, 5 de maio de 2003) foi um activista sul-africano contrário ao regime do Apartheid e membro do Congresso Nacional Africano (CNA), servindo às vezes como secretário-geral e vice-presidente da organização. Ele foi preso na Ilha Robben, onde ficou detido na prisão por mais de 25 anos.

## Biografia
Nasceu em Ngcobo, na região do Transquei. Tinha os nomes de clã Xhamela e Tyhopho. Sua mãe, Alice Mase Sisulu, foi uma empregada doméstica Xhosa e seu pai, Albert Victor Dickenson, era branco. Dickenson trabalhou no Departamento de Colônia do Cabo durante seis anos, entre 1903 e 1909, e foi transferido para o Gabinete do Chefe do Magistrado em Umtata, em 1910, para inspecionar os trabalhadores negros de uma estrada em construção. Albert Victor Dickenson não desempenhou um papel na educação de seu filho, e o menino e sua irmã, Rosabella, foram criados pela família de sua mãe, que eram descendentes do clã Thembu.
Aos 15 anos de idade, em 1928, mudou-se para Joanesburgo, com o objetivo de ganhar dinheiro para ajudar no sustento da família. Na capital, tornou-se liderança sindical e em 1940 filiou-se ao Congresso Nacional Africano. No ano seguinte, teve por inquilino Nelson Mandela, encorajando-o a ingressar no CNA.
Sisulu era casado com Albertina Sisulu, e junto a Nelson Mandela (que se casou com uma prima sua, Evelyn Ntoko Mase) e Oliver Tambo, em 1944, foi cofundador da ANCYL (liga jovem do CNA).
Em 1949, tornou-se Secretário-Geral do CNA, mesmo ano em que o ultradireitista Partido Nacional fizera aprovar as leis segregacionistas do apartheid.
Membro do CNA, foi preso em 1952 acusado de comunismo,  e novamente quatro anos após no famoso Julgamento por Traição, do qual livrou-se inocente.
Sisulu sofreu sucessivas interdições e prisões familiares, após a proscrição do CNA e do CPA. Foi um dos fundadores e líderes do MK (braço armado do CNA) e viveu na clandestinidade a partir de 1963.
No Julgamento de Rivonia (1964) foi condenado à prisão perpétua, cumprindo pena na Ilha de Robben e em Pollsmoot, de onde saiu em 16 de outubro de 1989 para negociar com o regime o fim do domínio branco no país.
Em 1992 foi agraciado com a mais alta honraria do CNA, o Isitwalandwe Seaparankoe. Uma filha adotiva, Beryl Rose Sisulu, serviu como embaixadora da República da África do Sul na Noruega.